# 北島町生涯学習センター
北島町生涯学習センター（きたじまちょうしょうがいがくしゅうセンター）は、徳島県板野郡北島町にある健康に関する施設。愛称は「サンライフ北島」。
北島町総合庁舎と同じ敷地内にあり、北島町立図書館・創世ホールと隣接する。

## 施設
- 1F
  - 職業技能講習室
  - 多目的ルーム
- 2F
  - 会議室1
  - 会議室2
  - 研修室
  - 教養文化室(和室)
  - 小会議室
- 体育室

## 利用情報
- 開館時間：平日は9:00〜21:30、日曜・祝日は9:00〜17:00。
- 休館日：毎週木曜日

## 交通
- 徳島バス鍛冶屋原線(住吉経由)・グリーンタウン線・北島藍住線「北島役場前」下車、徒歩約1分。
- JR高徳線勝瑞駅下車、徒歩約25分。